# Pau de Bellviure

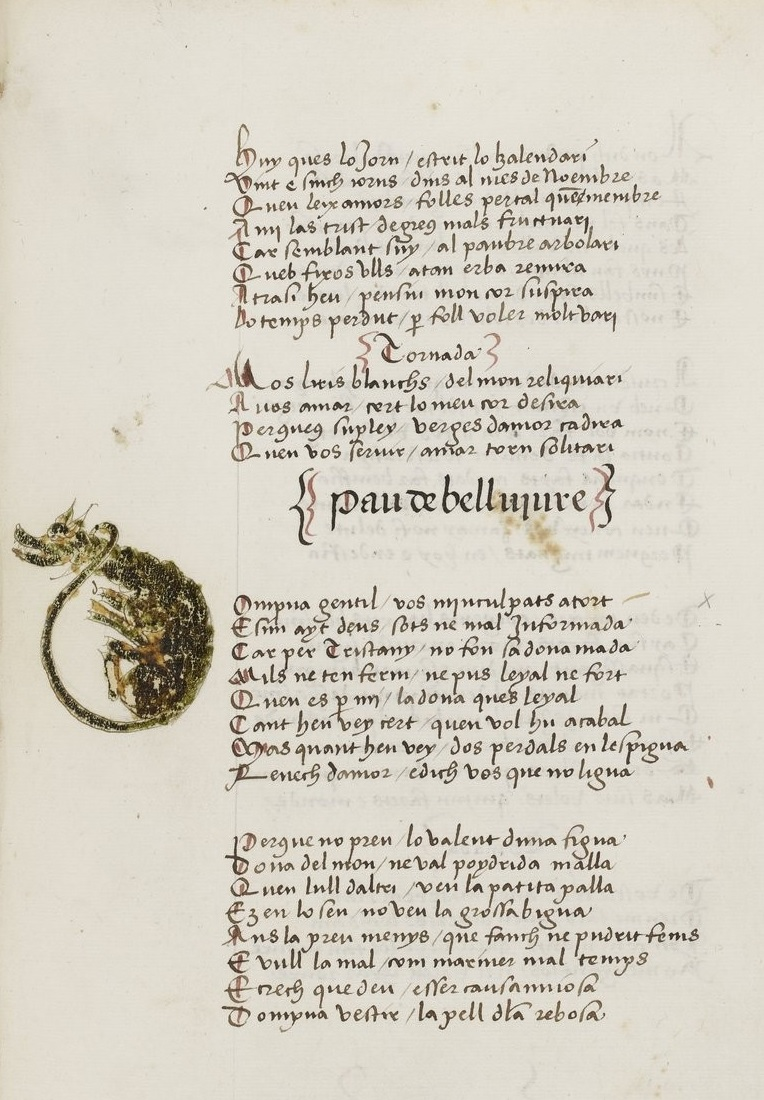
El maldit de Pau al Cançoneret d'amor

Pau de Bellviure fou un poeta català que visqué entre els segles xiv i xv. Pels escriptors catalans i espanyols del Renaixement era tot un model de gran fama gràcies a l'amor cortès que mostrava als seus poemes. Pere Torroella l'inclou en la llista de “doctors de la poesia”. D'acord amb Ausiàs March, l'amor per la seva dona el va fer tornar boig, es trencà el coll i morí, i així esdevingué un màrtir del amor.
"Pau de Bellviure" podria ser un pseudònim, i el seu nom seria desconegut. En alguns manuscrits se l'anomena Benviure, el nom d'un famós llinatge. El castell de Benviure va ser més tard tombat i reconstruït en altre castell (castell d'Eramprunyà), una finca de la família March. En el seu Prohemio a carta, el Marqués de Santillana comença l'estudi de la història del vers català amb Guilhem de Berguedan i "Pao de Benbibre". Hi ha una menció d'un Pau, fill de Pere de Benviure, secretari de Joan I d'Aragó, que morí el 1417 sense descendència, però aquest probablement no és el poeta. Segons Guerau de Maçanet, Pau fou membre de les famílies nobles Rocabertí o Cabrera.
En canvi, el manuscrit Històries e conquestes del realme d'Aragó e Principat de Catalunya pareix indicar que el cognom de Benviure no va ser el de Bellviure, essent Pau l'hereu del castell. Aquesta opció és molt probable, ja que Pau de Bellviure fou nomenat cavaller. Per altra part, el cognom arriba a un grup de jueus conversos de València.
Malgrat la posterior fama de Pau, només sobreviu un poema sencer: «Dompna gentil, vos m'enculpats a tort». És un maldit en el qual ataca la seva dona per la seva infidelitat. Un fragment d'un poema perdut de Pau, «Per fembre fo Salamo enganat», es conserva a la Conhort de Francesc Ferrer. En aquest fragment de Pau s'enumeren els noms dels homes famosos que foren víctimes de les mentides de les dones: Salomó d'Israel, David, Samsó, Adam, Aristòtil, Virgili, Joan Baptista, i Hipòcrates. En tots dos llargs fragments, Pau apareix com un misogin, però el tractament que fa de la matèria i l'ús de la ironia li van assegurar la popularitat. No se sap realment si morí d'amor o és tan sols una llegenda que es construí a partir de la seva referència de «la mort qui.m corre» (la mort que em persegueix) en «Dompna gentil».